# Пироэлектричество
Пироэлектричество — явление возникновения электрического поля в кристаллах при изменении их температуры, например: при нагревании, трении, облучении или даже примитивном натирании.

## Пироэлектрики

### Явление
Пироэлектрики — кристаллические диэлектрики, обладающие самопроизвольной (спонтанной) поляризацией в отсутствие внешних воздействий[прояснить]. Обычно спонтанная поляризация незаметна, так как электрическое поле, создаваемое ею, компенсируется полем свободных электрических зарядов, которые «натекают» на поверхность пироэлектрика из его внутреннего объёма и из окружающего воздуха. При изменении температуры величина спонтанной поляризации изменяется, что вызывает появление электрического поля, которое можно наблюдать до его компенсации свободными зарядами.

### Исторический очерк
По одной из легенд, первое упоминание о пироэлектрическом эффекте содержится в записках Теофраста, датированных 314 г. до н. э., который заметил, что нагретые кристаллы турмалина притягивают к себе соломинки и частички пепла. Пироэлектрические свойства турмалина были открыты вновь в 1707 году Иоганном Георгом Шмидтом.
Согласно другой версии, пироэлектрический эффект ещё в начале VI века до н. э. открыл древнегреческий философ Фалес Милетский. Он много путешествовал по странам Востока, внимательно собирал и записывал наблюдения в области минералогии и астрономии. Считается, что именно он впервые в научном аспекте истолковал способность янтаря притягивать птичий пух или соломинки после натирания (эффект электризации трением). Достоверный рассказ об этом физическом явлении впервые документирован в основополагающем диалоге «Тимей» другого древнегреческого философа — Платона.:194-195 Позднее о подобных свойствах кристаллов граната написал Аль-Бируни в своём фундаментальном труде «Минералогия», и даже привёл строки из любовного стихотворения, посвящённого пироэлектрическому эффекту:
Глаза мерцают, словно влажный виноград.

Молю: взгляни! Других не надобно наград.

Ресницы так притягивают сердце,

Как не влечёт к себе соломинку гранат.
Связь явления пироэлектричества с другими электрическими явлениями в кристаллах была доказана и дополнительно развита Францем Эпинусом и Йоханом Вильке в 1757 году. Повторно исследовав образцы драгоценного турмалина, они подробно описали пироэлектрический эффект, впервые объяснив возникающее явление поляризации. Спустя 127 лет научное сообщество было удивлено необычайно наглядным и эффектным опытом немецкого учёного Августа Кундта, развившего исследования предшественников. Разогрев кристалл турмалина, он опылил его смесью двух мелкодисперсных порошков: серы и сурика, предварительно пропустив их через шёлковое сито. В процессе просеивания (трения) о шёлк ярко-жёлтые частицы серы заряжались отрицательно, а красно-оранжевые частицы сурика, напротив, положительно. В результате этой несложной демонстрации всем присутствующим стало видно, что один конец турмалина окрасился в жёлтый цвет, а другой стал — красным. Затем Август Кундт поразил своих учёных зрителей тем, что при охлаждении кристалла турмалина полюса поменялись, и соответственно, в строго обратном порядке поменялись и цвета́.:195
При изменении температуры на один кельвин в кристаллах самоцветного турмалина возникает электрическое поле напряжённостью ~ 400 Вольт на сантиметр. Как и все пироэлектрики, турмалин является также и пьезоэлектриком. Правда, это правило не имеет обратной силы. Далеко не все пьезоэлектрики имеют пироэлектрические свойства.:195

## Физические свойства
Изменение спонтанной поляризации и появление электрического поля в пироэлектриках может происходить не только при изменении температуры, но и при механической деформации. Поэтому все пироэлектрики являются пьезоэлектриками, но не наоборот. Существование спонтанной поляризации, другими словами несовпадение центров кристаллизации положительных и отрицательных зарядов обусловлено достаточно низкой симметрией кристаллов[прояснить].